# معضلة يوثيفرو

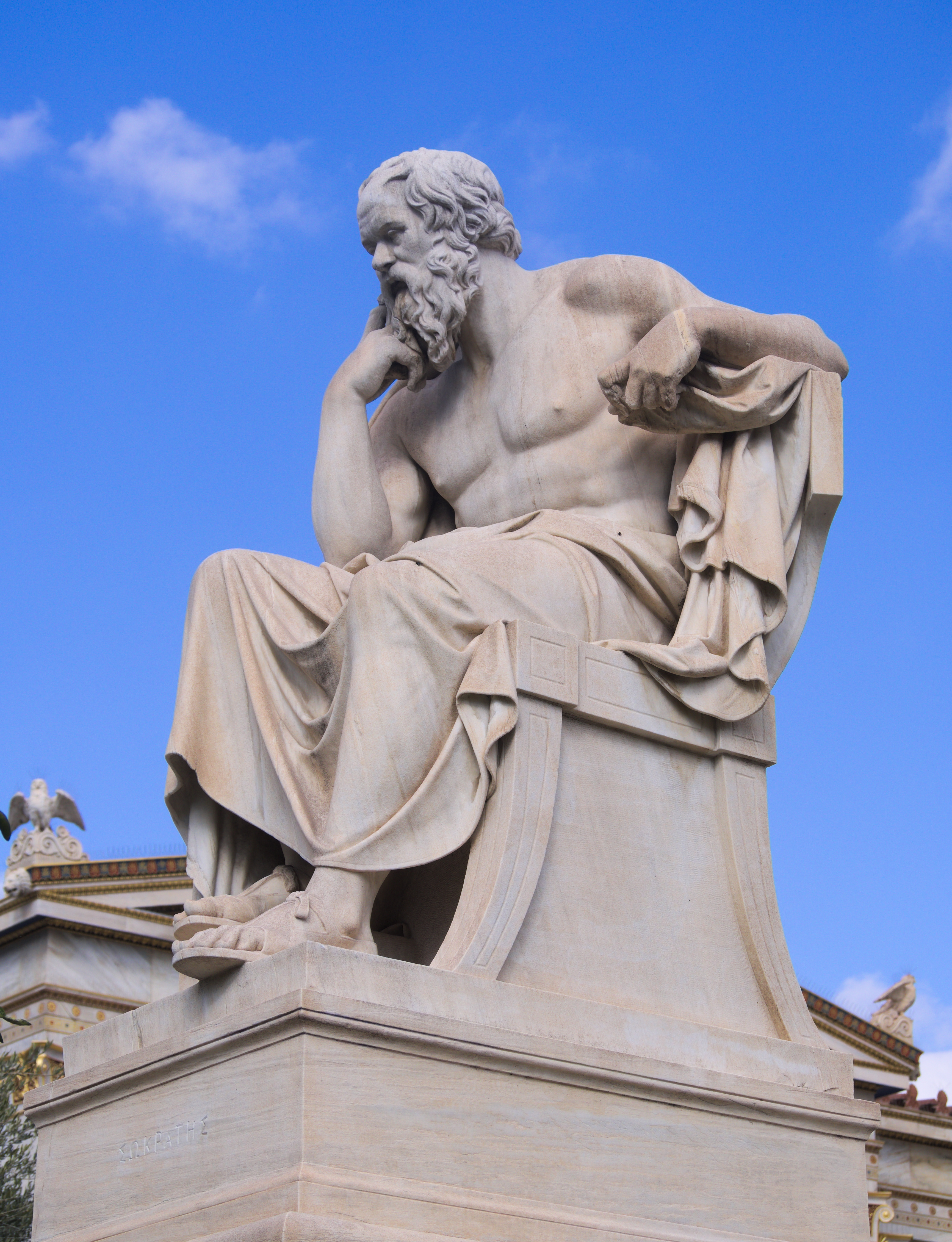
تمثال لسقراط

وردت معضلة يوثيفرو في محاورات أفلاطون «يوثيفرو»، حيث يسأل سقراط يوثيفرو، «هل التقيّ محبوب من الآلهة لأنه تقيّ، أم هو تقيّ لأنه محبوب من الآلهة؟».
ورغم أن هذه المعضلة انطبقت في الأصل على البانثيون اليوناني القديم، فإن لها آثارها على الديانات التوحيدية الحديثة. تساءل غوتفريد لايبنتس عما إذا كان الخير والعدل «خيّرًا وعدلًا لأن الله يريده هكذا، أم ما إذا كان الله يريده لأنه خيّر وعادل في الأصل». طرح هذا السؤال، منذ المحاورة الأصليّة التي أجراها أفلاطون، مشكلة لبعض المؤمنين بالله، وعدّه آخرون مجرد معضلة زائفة، ولا يزال هذا السؤال موضوعًا للمناقشة اللاهوتية والفلسفية إلى اليوم.

## المعضلة
يناقش كل من سقراط ويوثيفرو طبيعة التقوى في محاورات أفلاطون بعنوان «يوثيفرو». ويقترح يوثيفرو أن التقي هو ذات الشخص الذي تحبه الآلهة، لكنّ سقراط يجد مشكلة في هذا الاقتراح: وهو أن الآلهة قد تختلف فيما بينها. ثم يعدّل يوثيفرو تعريفه ذاك، بحيث يغدو التقي ما تُجمع الآلهة جميعها على حبه فحسب.
تبرز المعضلة جليّةً عند هذه النقطة. فيتساءل سقراط عما إذا كانت الآلهة تحب التقي لأنه تقي، أم أن التقي تقي لأنه محبوب من الآلهة فحسب. يتفّكر كل من سقراط ويوثيفرو في الخيار الأول: من المؤكد أن الآلهة تحب التقي لأنه تقي. لكن هذا يعني، كما يرى سقراط، أننا مضطرون إلى رفض الخيار الثاني: حقيقة أنه حين تحب الآلهة شيئًا فهذا يعجز عن تفسير لماذا كون التقي تقيًّا. يشير سقراط إلى أنه إذا كان كلا الخيارين صحيحًا، فسوف يؤدي ذلك إلى حلقةٍ مفرغة، تحب فيها الآلهة التقي لأنه تقي، ويكون فيها التقي تقيًّا لأن الآلهة تحبه. وهذا يعني بدوره أن سقراط يجادل بأن التقي ليس هو ذاته محبوب الآلهة، لأن ما يجعل التقي تقيًا ليس ذاته ما يجعل محبوب الآلهة محبوبًا. إن ما يجعل المحبوب محبوبًا هو أن الآلهة تحبه، في حين أن ما يجعل التقي تقيًّا هو شيء آخر تمامًا. وهكذا فإن نظرية يوثيفرو لا تمنحنا الطبيعة الحقيقية للتقي، بل تمنحنا صفة من صفات التقي على أحسن تقدير.

## في التوحيد الفلسفي
يمكن تعديل هذه المعضلة لتنطبق على التوحيد الفلسفي، حيث لا تزال موضوعًا للمناقشة اللاهوتية والفلسفية إلى حد كبير داخل التقاليد المسيحية واليهودية والإسلامية. وكان الفيلسوف وعالم الرياضات الألماني غوتفريد لايبنتس قد عرض هذه النسخة من المعضلة: «من المتفق عليه عمومًا أن كل ما تريده الآلهة هو خيّرٌ وعادل. ولكن يبقى السؤال ما إذا كان جيدًا وعادلًا لأن الآلهة تريده، أم أن الآلهة تريده لأنه خيّرٌ وعادل؛ وبعبارة أخرى، ما إذا كانت العدالة والخير تعسفيين أم أنهما ينتميان إلى الحقائق الضرورية والأبدية حول طبيعة الأشياء».
تناول عديد من الفلاسفة واللاهوتيين معضلة يوثيفرو منذ زمن أفلاطون، وإن لم يشيروا دومًا إلى المحاورات الأفلاطونية. ووفقًا للباحث تيرينس إروين، فقد أعاد كل من رالف كودورث وصامويل كلارك إحياء القضية وارتباطها بأفلاطون في القرنين السابع عشر والثامن عشر. وفي الآونة الأخيرة، حظيت هذه المعضلة باهتمام كبير من الفلاسفة المعاصرين العاملين في مجال الأخلاقيات الفوقية وفلسفة الدين. وقد طور فلاسفة ولاهوتيون ممن يهدفون إلى الدفاع عن التوحيد ضد تهديد المعضلة، مجموعة متنوعة من الإجابات والردود.

## الآلهة تأمر بذلك لأن ذلك حق

### الداعمون
يندرج الشق الأول من المعضلة (أي أن ما هو صحيح تأمر به الآلهة لأنه صحيح)، تحت مجموعة متنوعة من التسميات، بما في ذلك الفكرانية والعقلانية والواقعية والطبيعانية والموضوعية. وعلى نحو تقريبي، يمثل هذا الشق الرأي القائل بوجود معايير أخلاقية مستقلة: بعض أفعالٍ صحيحة أو خاطئة في حد ذاتها، مستقلة عن أوامر الآلهة. هذا هو الرأي الذي أخذ به سقراط ويوثيفرو في محاورات أفلاطون. دافعت مدرسة المعتزلة في اللاهوت الإسلامي كذلك عن وجهة النظر هذه (على سبيل المثال، أكد ابراهيم النظّام أن الله عاجز عن الانخراط في الظلم أو الكذب)، كما فعل الفيلسوف الإسلامي ابن رشد. بينما لم يتطرق توما الأكويني صراحةً إلى معضلة يوثيفرو، لكن علماء الأكويني غالبًا ما وضعوه في هذا الجانب من القضية. يُميز توما الأكويني بين ما هو خير أو شر في حد ذاته، وما هو خير أو شر بسبب أوامر الله، إذ تصوغ المعايير الأخلاقية غير القابلة للتغيير الجزء الأكبر من القانون الطبيعي. وبالنتيجة، فهو يزعم أنه حتى الله لا يمكنه تغيير الوصايا العشر (لكنه يضيف أن الله يستطيع تغيير ما يستحقه الأفراد في حالاتٍ معينة، فيما قد يبدو وكأنه إعفاءات خاصة للقتل أو السرقة). ومن بين المدرسيين اللاحقين، كان غابرييل فاسكيز واضحًا على نحوٍ خاص بشأن الالتزامات الموجودة قبل إرادة أي شخص، حتى إرادة الله. وشهدت نظرية القانون الطبيعي الحديثة كل من هوغو غروتيوس وغوتفريد لايبنتس اللذين وضعا أيضًا الأخلاق قبل مشيئة الله، وقارنا الحقائق الأخلاقية بالحقائق الرياضية غير القابلة للتغيير، وأشركا الإراديّين مثل صموئيل بوفندورف في الجدل الفلسفي. شن أفلاطونيو كامبريدج مثل بنجامين وايتشكوت ورالف كودورث هجمات مؤثرة على نظريات الإراديين، ما مهد الطريق لأخلاقيات ميتافيزيقية عقلانية لاحقة لصموئيل كلارك وريتشارد برايس؛ وما برز كان وجهة نظرٍ مفادها أن المعايير الأخلاقية الأبدية، على الرغم من اعتمادها على الله بطريقة ما، لكنها موجودة على نحو مستقل عن مشيئة الله وقبل أوامره. ومن فلاسفة الدين المعاصرون الذين تبنوا هذا الشق من معضلة يوثيفرو أيضًا: ريتشارد سوينبورن وت. ج. ماوسون.

### الانتقادات
- السيادة: إذا كانت ثمة معايير أخلاقية مستقلة عن مشيئة الله، إذن «ثمة أمر ما لا يمتلك الله السيادة عليه. الله إذًا مقيد بقوانين الأخلاق بدلًا من أن يكون هو المؤسس لها. علاوة على ذلك، يعتمد الله في صلاحه على مدى امتثاله لمعيارٍ أخلاقي مستقل. والنتيجة، فإن الله ليس مستقلًا بالمطلق». يرى الفيلسوف ريتشارد برايس الذي يتبنى الشق الأول من المعضلة في القرن الثامن عشر، أن الأخلاق «ضرورية وثابتة غير قابلة للتغيير»، ويطرح اعتراضه على النحو التالي: «قد يبدو أن هذا يؤسس لشيءٍ متميز عن الله ومستقل عنه، أبديّ وضروري بالقدر ذاته».[4]
- القدرة الكلية: من شأن هذه المعايير الأخلاقية أن تحد من قدرة الله: حتى الله لا يمكنه معارضتها بأمرٍ منه ليتحول الشر خيرًا. وكانت هذه النقطة هي المؤثرة في اللاهوت الإسلامي: «فيما يتعلق بالله، ظهرت القيم الموضوعية كعامل مقيد لقدرته على فعل ما يشاء... تخلّص أبو الحسن الأشعري من المشكلة برمتها من خلال إنكار وجود القيم الموضوعية التي قد تعمل كمعيار لعمل الله». وقد راودت مخاوف مماثلة الإراديين في العصور الوسطى أمثال دانز سكوتس وويليام الأوكامي. وكما يقول الفيلسوف الحديث ريتشارد سوينبورن، فإن هذا الشق من المعضلة: «يبدو أنه يفرض قيدًا على قدرة الله إذا لم يتمكن من جعل أي عمل يختاره إلزاميًا... [كما يبدو أيضًا] أنه يحد مما يمكن أن يأمرنا الله بفعله. إن الله، إن كان إلهًا، لا يمكنه أن يأمرنا بفعل ما هو خطأ، بغض النظر عن مشيئته».